# 호두마루

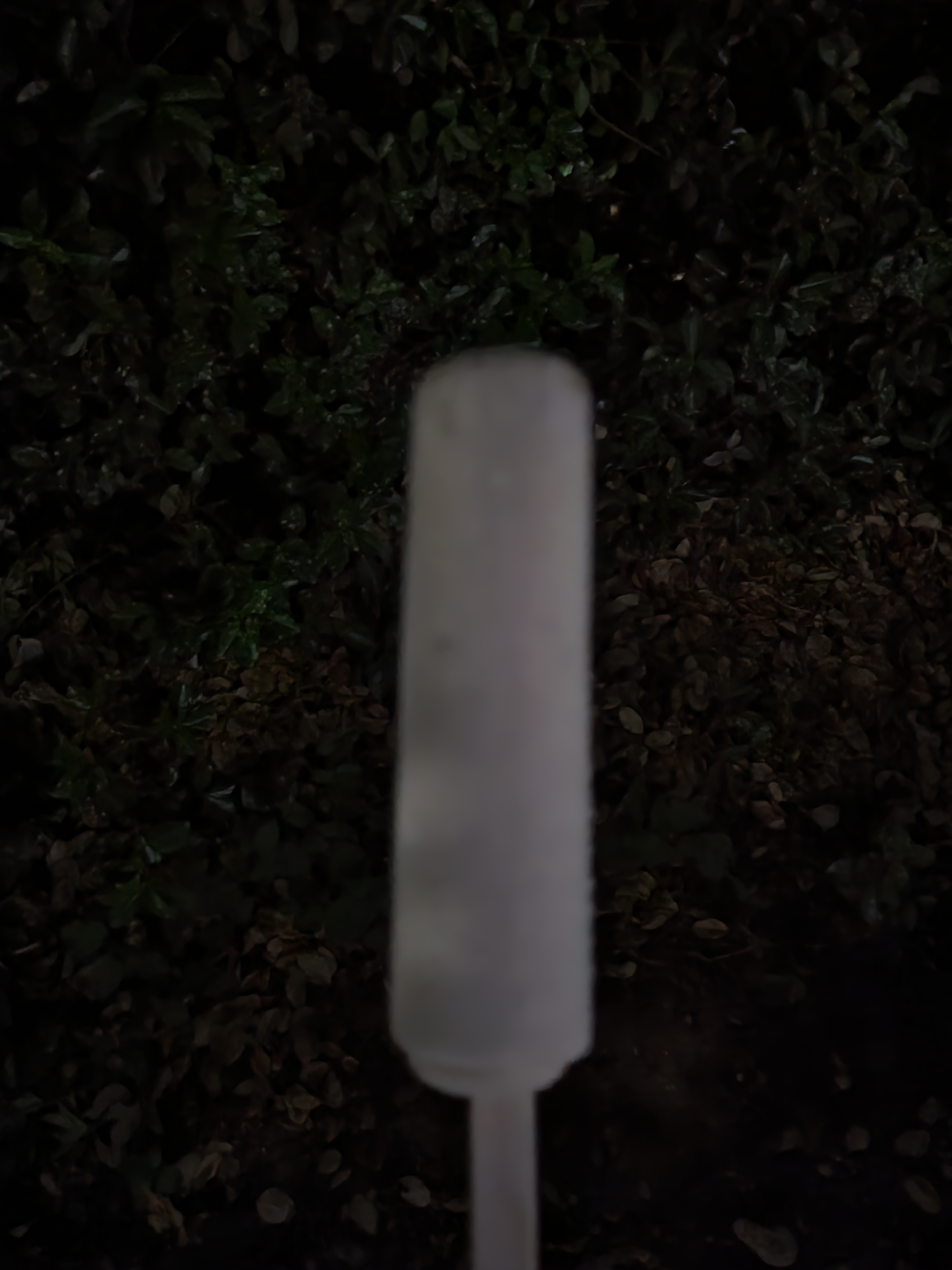

호두마루는 해태아이스의 제품이다.

## 특징
땅콩 또는 견과류가공품(호두분태)가 들어가는 제품이다. 가공버터와 설탕, 물엿 등의 감미료, 혼합분유가 해당 제품의 제조에 사용된다.

## 같이 보기
- 체리마루
- 막대 아이스크림
- 아이스밀크